# Gà Đan Mạch
Gà Đan Mạch (tiếng Đan Mạch: Dansk landhøne) là một giống gà có nguồn gốc từ Đan Mạch. Đây là nơi duy nhất có nguồn gốc gà ở nội địa (giống nội) và có lẽ ở châu Âu. Vào cuối những năm 1900, gà Đan Mạch khá hiếm, nhưng vì nó đã trở nên phổ biến trong các nhà lai tạo nghiệp dư, nó không còn được coi là nguy cấp. Biến thể gà Luttehøns không nổi tiếng và phổ biến như gà Đan Mạch bình thường, nó đã rất gần với sự tuyệt chủng và vẫn đang bị đe dọa nghiêm trọng.

## Lịch sử
Những di vật khảo cổ đã tiết lộ rằng giống gà đặc biệt của gà Đan Mạch, đã được nuôi giữ làm gia cầm gia cầm trong khu vực mà chúng ta biết là Đan Mạch trong hơn 2.000 năm. Người ta tin rằng gà được du nhập ở vùng Scandinavia bởi các bộ lạc Đức từ miền Nam, khoảng 400 TCN. Vào đầu những năm 1800, nhiều giống gia cầm và chăn nuôi nước ngoài khác nhau đã được du nhập vào trong nông nghiệp Đan Mạch trên quy mô rộng và gà Đan Mạch bị phân tán và thường xuyên bị lai tạo.
Gà Đan Mạch có nguy cơ bị tuyệt chủng, nhưng trong những năm 1877-78, một vài nông dân chuyên dụng và đã biết trước đã mua và thu thập bất cứ thứ gì họ có thể có được từ gà Đan Mạch với tổ tiên di truyền có thể chứng minh được. Năm 1878, hiệp hội Landhønseringen được khởi xướng với giáo viên Jensen Badskær làm chủ tịch và năm 1901, tiêu chuẩn đầu tiên của giống gà Đan Mạch được xây dựng. Gà Đan Mạch không có vai trò kinh tế hay sản xuất nào cả và được nuôi bởi những người tạo giống. Hiệp hội Specialklubben cho Danske Landhøns hiện đang chính thức làm việc để trung gian và bảo tồn kiến thức về giống gà này.

## Mô tả
Gà Đan Mạch là một giống hơi nhỏ. Chúng khỏe mạnh, lớn nhanh và có sức đề kháng tốt với bệnh tật. Mức tiêu thụ thực phẩm rất nhỏ và chúng luôn muốn tự mình tìm kiếm thức ăn. Gà là một bà mẹ đẻ trứng vỏ màu trắng tuyệt vời (55-65 g), ngoại trừ vào mùa đông. Gà Đan Mạch sống trong thiên nhiên và có khuynh hướng ham muốn bay. Trọng lượng trung bình của gà trống và gà mái trưởng thành lần lượt là 2-2,50 kg và 1,75 kg. Thân thịt không dồi dào với thịt, nhưng ức có thịt, thịt có cấu trúc tinh tế và hương vị được coi là tinh tế.
Có một số biến thể màu sắc của gà Đan Mạch, với màu nâu là nhiều nhất, tiếp theo là màu đen. Các màu khác bao gồm màu vàng, trắng, xám và bạc. Ngoài ra còn có một biến thể chân ngắn khác biệt của gà Đan Mạch được gọi là Luttehøns. Gà Luttehøns có khuynh hướng cho đôi chân rất ngắn chỉ vài centimet, trong khi móng vuốt có kích thước và khả năng thông thường. Luttehøns là giống gà điềm tĩnh trong tự nhiên, với ít ham muốn bay nhảy. Chúng có xu hướng hơi nặng hơn, trọng lượng trung bình 2,25 kg và 2,00 kg đối với gà trống và gà choai, và trứng nặng tối thiểu 58g.
Không có alen gây chết, khi gà Luttehøns và gà Đan Mạch chân dài thông thường bị lai tạp. Một biến thể di truyền tự nhiên của gà mái lùn đã tồn tại ở Đan Mạch từ thời cổ đại, nhưng nó đã chứng minh khó khăn để bảo đảm chủng gốc và đến năm 1952, kế hoạch lai giống đã được chính thức đưa ra bởi Hiệp hội Landhønseringen. Kết quả đầu tiên của kế hoạch này vào năm 1967. Nguồn gốc của giống gà lùn gốc Đan Mạch không xác định, đôi khi được gọi là gà mái Đan Mạch lớn để tách chúng khỏi biến thể lùn.
Giống gà lùn Đan Mạch hiện tại có lẽ được trộn lẫn với gà mái lùn từ Đức. Một biến thể của gà lùn Luttehøns đã được nhân giống từ gà Đan Mạch lớn ở Đan Mạch, với sự tiến bộ đáng kể trong những năm 1945-1950. Chúng có một cơ thể nhỏ gọn và vững chắc. Những quả trứng có màu trắng và trọng lượng tối thiểu là 30g. Gumpehøne là một biến thể của gà mái của Đan Mạch, đặc trưng bởi một cái đuôi thấp hơn do một vài khớp đuôi bị thiếu. Chỉ có một vài cá thể tồn tại.